# La Llagosta
La Llagosta és un municipi situat a l'extrem sud de la comarca del Vallès Oriental amb una població de 13.587 habitants l'any 2020.

## Geografia
- Llista de topònims de la Llagosta (Orografia: muntanyes, serres, collades, indrets..; hidrografia: rius, fonts...; edificis: cases, masies, esglésies, etc).

Té una extensió de 3,0 quilòmetres quadrats i una altitud sobre el nivell del mar de 45 metres. El terme municipal limita al nord amb la localitat de Mollet del Vallès; al sud amb Montcada i Reixac; a l'est amb Sant Fost de Campsentelles i a l'oest amb Santa Perpètua de Mogoda. Pel terme municipal passa el riu Besòs, que fa de límit amb el terme municipal de Sant Fost de Campsentelles i en el qual desguassen la riera de Caldes i la riera Seca, que fa de límit amb el terme municipal de Montcada i Reixac.
La Llagosta és un municipi industrial, fruit de la ubicació en el segon cinturó industrial de la ciutat de Barcelona. El seu passat agrícola actualment es troba pràcticament extingit. Està situada en un dels corredors de comunicacions més importants de Catalunya, el que uneix Barcelona pel nord amb França: la carretera C-17, l'autopista C-33, les línies ferries de França i de Vic. L'estació de la Llagosta serveix les línies R2 de rodalies i es projecta connectar-la al Corredor Mediterrani d'ample europeu per crear una plataforma logística multimodal.

## Demografia
| 1920 | 1930 | 1940 | 1950 | 1960  | 1970  | 1981   | 1990   | 1992   | 1994   |
| ---- | ---- | ---- | ---- | ----- | ----- | ------ | ------ | ------ | ------ |
| -    | -    | -    | 681  | 1.368 | 7.349 | 12.657 | 12.086 | 11.332 | 11.332 |

| 1996   | 1998   | 2000   | 2002   | 2004   | 2006   | 2008   | 2010   | 2012   | 2014   |
| ------ | ------ | ------ | ------ | ------ | ------ | ------ | ------ | ------ | ------ |
| 11.264 | 11.554 | 11.933 | 12.350 | 12.944 | 13.674 | 13.645 | 13.713 | 13.612 | 13.430 |

| 2016   | 2018   | 2020   | 2022   | 2024   | 2026 | 2028 | 2030 | 2032 | 2034 |
| ------ | ------ | ------ | ------ | ------ | ---- | ---- | ---- | ---- | ---- |
| 13.247 | 13.367 | 13.587 | 13.155 | 13.085 | -    | -    | -    | -    | -    |

El primer cens és del 1950 després de la desagregació de Sant Fost de Campsentelles.

## Història

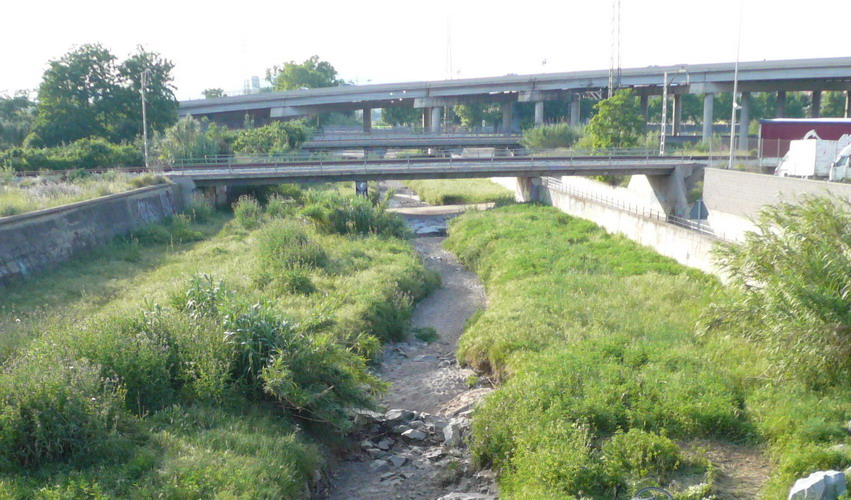
Riera Seca

La notícia més antiga sobre el territori de la Llagosta data de l'època romana, concretament al camí secundari que partia de la Via Augusta a Semproniana o Praetorio, segons els diferents autors, i que unia aquesta amb Bàrcino, seguint un traçat paral·lel al riu Besòs. En aquesta mateixa època, l'arqueòleg granollerí Josep Estrada i Garriga situa una dependència rural prop del camí secundari, al marge esquerre de la riera de Caldes.
Amb posterioritat a aquesta època, les úniques dades conegudes ho són a través dels estudis de Salvador Pibernat, basats en dades de l'Arxiu de la Corona d'Aragó i en arxius eclesiàstics, i es refereixen al període comprès entre el segle xiv i finals del segle xix. La primera notícia fa referència que aquests territoris pertanyien al domini feudal del rei i d'altres senyors. Al segle xiv, els drets jurisdiccionals van pertànyer a Berenguer de Sant Vicenç i amb posterioritat a Ramon de Sentmenat. Al segle xv, passaren a domini dels monjos del monestir de Montalegre, fins a la primera meitat del segle xvi.
L'actual territori de la Llagosta va pertànyer a la demarcació parroquial de Cabanyes, consagrada l'any 1192, i anteriorment a la demarcació parroquial de Sant Fost de Campsentelles. El 1504 es fusionen les parròquies de Cabanyes i Sant Fost a causa de l'escassa feligresia, que no feia possible la subsistència del rector.
El 1731 es compten vuit cases de feligresia, amb un total de 49 veïns de comunió. El 1850 es compten set famílies, segons el rector Josep Collsagué, quatre abans del riu Besòs i tres a aquest costat, amb 12 i 14 veïns respectivament. Mossèn Traval refereix al vicari general que eren nou les cases de la sufragania de Cabanyes, de les quals cinc són en aquest costat del riu Besòs: can Baqué, la Llebre, can Pallisseta, una altra casa al costat de can Baqué i can Pere Gil, que apareix per primera vegada com a pertanyent a aquesta feligresia.
L'any 1867, amb la reforma de les demarcacions, quedaren desmembrades de Sant Fost i agregades a la parròquia de Santa Perpètua de Mogoda les cases de can Baqué, la Llebre, can Pallisseta i la caseta del carril; el mas de can Pere Gil fou agregat a la parròquia de Mollet del Vallès.
Amb anterioritat a la construcció de la carretera de Ribes (actualment l'avinguda de l'Onze de setembre), la comunicació es feia a través de la dita 'carretera Vella' o 'camí Antic de Barcelona a Granollers', el traçat del qual coincideix amb l'antic «camí Reial», el traçat del qual podríem identificar amb l'actual Av. del Primer de maig i carrer de Vic. En el recorregut del 'camí Reial' per aquest territori cal situar l'hostal Nou, posteriorment conegut com el mas la Llebre.
A partir del darrer quart del segle xix es conforma el «barri de la Llagosta». A més de les masies existents fins llavors, apareixen construccions de cases adossades que conformen el primer nucli de població. L'economia en aquell moment és de base agrícola, amb predomini dels cultius de vinya, blat, llegums, cànem, hortalisses i arbres fruiters.
L'any 1936, tot coincidint amb l'inici de la Guerra Civil espanyola (1936-1939) i per iniciativa popular, es produeix la primera segregació de la Llagosta del municipi de Sant Fost de Campsentelles, i es va constituir en municipi independent a tots els efectes. Durant aquest període, té lloc l'emissió de moneda de circulació d'àmbit local per part de l'ajuntament i del sindicat agrícola. El final d'aquesta segregació coincideix amb el final de la Guerra Civil, quan es produeix la reagrupació amb Sant Fost. Aquesta reagrupació perdura fins al 1944, data en què es produeix la segregació definitiva.
Del període comprès entre 1944 i finals dels anys 1970 del passat segle xx, cal destacar el desenvolupament industrial i demogràfic que té lloc a partir dels anys seixanta, directament relacionat amb la creació del polígon industrial de la Llagosta. Així, la base econòmica eminentment agrícola es transforma ràpidament en una economia de base industrial amb un sector agrícola en clara regressió. La industrialització va acompanyada d'un important augment de població que en pocs anys fa multiplicar el nombre d'habitants de la Llagosta, fruit del moviment migratori intern que s'experimenta a Espanya amb la despoblació de zones agrícoles deprimides, especialment d'Andalusia.
L'any 1950 vivien a la Llagosta 681 persones; 1.368 el 1960; 7.349 el 1970 i 11.519 el 1975. Aquestes dades poden donar una idea de la densitat de població del nucli urbà que arriba a ser de les més altes de tot Catalunya i que el nucli urbà ocupa aproximadament un terç del territori de 3,03 km². Aquest fort augment demogràfic comporta un notable dèficit de serveis i la construcció massiva d'habitatges en grans blocs de pisos com a conseqüència d'una manca de planificació urbanística coherent i de l'especulació del sòl.

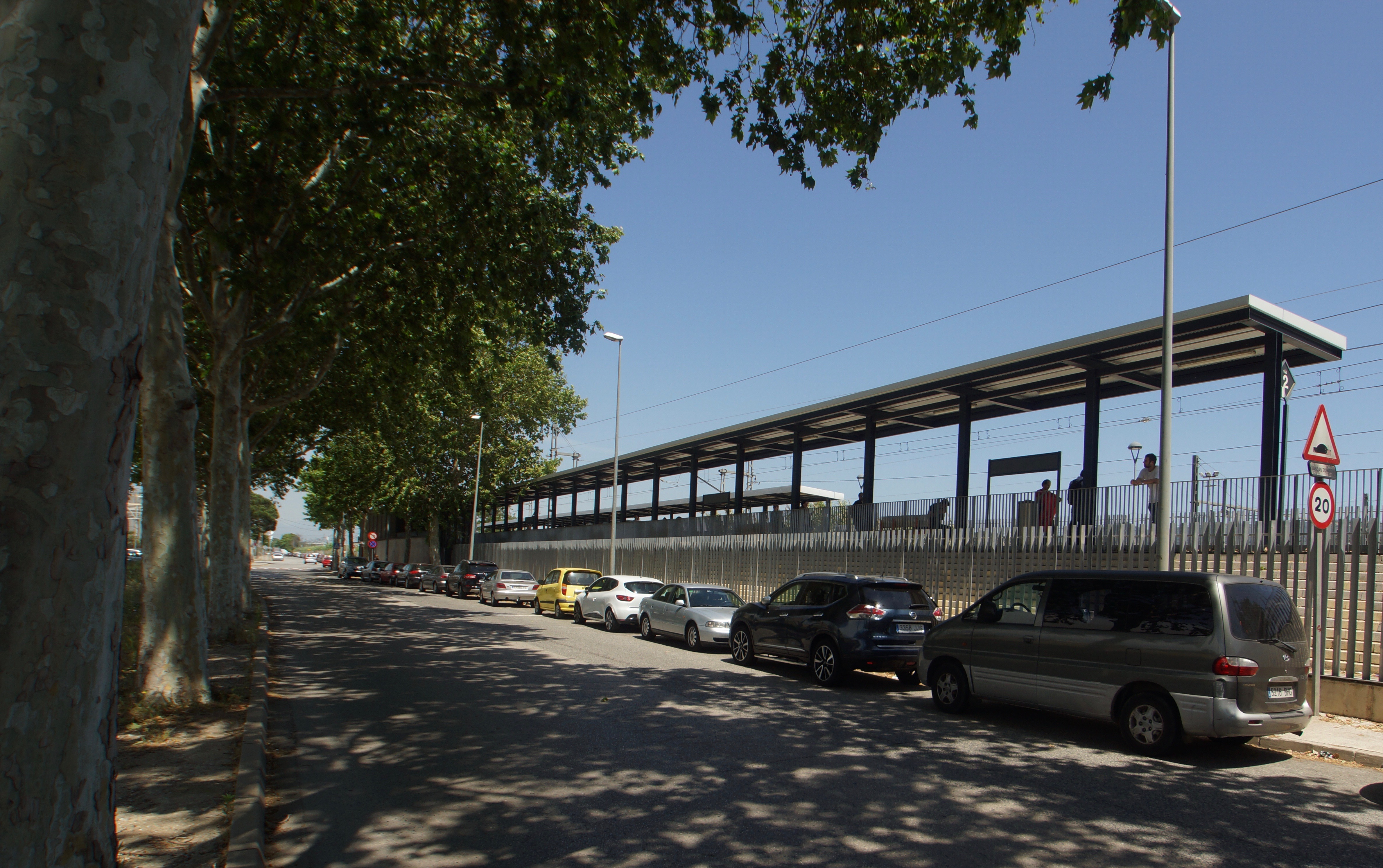
Estació

Des de la transició (1975-1978), s'experimenta un important augment i millora de serveis i qualitat global de vida que es reflecteix en la urbanització planificada i racional de noves zones com: Les Planes, Can Xiquet, Plaça de Concepción Arenal i Anne Frank, Plaça de la Sardana, passeig de l'Onze de setembre, entre d'altres i la dotació de serveis diversos com el Centre d'Assistència Primària, el Casal d'Avis, l'Institut d'estudis secundaris "Marina", el Centre Cultural i Juvenil "Can Pelegrí", l'abaixador de rodalies de RENFE, a la línia de França, el Complex Esportiu municipal «El Turó» i el Centre Cultural són alguns dels serveis més destacables.

## Administració
Municipi escindit de Sant Fost de Campsentelles l'any 1936. Abans de la dictadura militar de Franco van ostentar el càrrec d'alcalde diversos representants d'Esquerra Republicana de Catalunya.
| Període      | Nom de l'alcalde/-essa                                 | Partit polític | Data de possessió |
| ------------ | ------------------------------------------------------ | -------------- | ----------------- |
| 1979 - 1983  | Francisco Javier Serrano Postigo / Juan Alfaro Iniesta | PSUC           | 19/04/1979        |
| 1983 - 1987  | José Luis López Segura                                 | PSC            | 28/05/1983        |
| 1987 - 1991  | José Luis López Segura                                 | PSC            | 30/06/1987        |
| 1991 - 1995  | José Luis López Segura                                 | PSC            | 15/06/1991        |
| 1995 - 1999  | José Luis López Segura                                 | PSC            | 17/06/1995        |
| 1999 - 2003  | José Luis López Segura / Adelino José Macias González  | PSC            | 03/07/1999        |
| 2003 - 2007  | Antonio Rísquez Caballero                              | PSC            | 14/06/2003        |
| 2007 - 2011  | Antonio Rísquez Caballero                              | PSC            | 16/06/2007        |
| 2011 - 2015  | Alberto López Rodríguez                                | ICV-EUiA       | 11/06/2011        |
| 2015 - 2019  | Óscar Sierra Gaona                                     | PSC            | 13/06/2015        |
| 2019 - 2023  | Óscar Sierra Gaona                                     | PSC            | 15/06/2019        |
| Des del 2023 | n/d                                                    | n/d            | 17/06/2023        |

Durant la legislatura 2019-2023 el consistori serà governat pel PSC.

## Entitats[3]
- Engreskada La Llagosta
- Ball Gitanes -dansa tradicional catalana-
- Casal Popular La República
- Diables de la Llagosta
- La colla gegantera de la Llagosta
- Casa de Andalucia de La Llagosta
- Asociación Rociera andaluza de La Llagosta
- Galega Alborada
- Pessebre Vivent de la Llagosta
- Les llagostes de l'Avern
- Volats Engrescada
- Saltats Engrescada
- Associació de DJ's de La Llagosta VIP's
- La Llagosta Brava